# Alfonso Carrasco Rouco
Alfonso Carrasco Rouco (ur. 12 października 1956 w Vilalba) – hiszpański duchowny katolicki, biskup Lugo od 2008.

## Życiorys

### Prezbiterat
Święcenia kapłańskie otrzymał 8 kwietnia 1985 i został inkardynowany do diecezji Mondoñedo-Ferrol. Przez kilka lat pracował jako wikariusz parafialny, zaś w 1992 objął funkcję wykładowcy w instytucie teologicznym San Dámaso w Madrycie. Był także m.in. dyrektorem instytutu nauk religijnych oraz dziekanem wydziału teologicznego tejże uczelni.

### Episkopat
30 listopada 2007 papież Benedykt XVI mianował go biskupem ordynariuszem diecezji Lugo. Sakry biskupiej udzielił mu 9 lutego 2008 kard. Antonio María Rouco Varela.